# Albi di Kriminal

## Serie inedite

### Kriminal (1964-1974)
La serie si compone di 419 numeri con periodicità variabile, pubblicati dal 1964 al 1974.  Magnus ha disegnato complessivamente, dal 1964 al 1971, 103 numeri (1, 3, 5, 6, 7, 8, 9, 10, 11, 12, 14, 17, 19, 20, 22, 23, 25, 26, 28, 29, 31, 33, 34, 37, 38, 39, 42, 44, 46, 50, 52, 53, 55, 57, 58, 60, 61, 64, 65, 68, 69, 71, 73, 75, 77, 80, 82, 84, 85, 86, 88, 90, 93, 97, 100, 101, 102, 105, 107, 108, 110, 112, 116, 119, 122, 125, 127, 132, 136, 141, 149, 150, 154, 158, 162, 166, 170, 173, 174, 179, 183, 188, 192, 196, 200, 201, 205, 209, 213, 216, 221, 226, 230, 236, 245, 250, 251, 266, 271, 276, 286, 296, 300, 306). I numeri 240 e 261 sono dei collage realizzati da Bunker riutilizzando delle vecchie vignette di Magnus con dei nuovi testi. Alcuni degli ultimi numeri sono ristampe delle prime storie, per cui Magnus aveva ridisegnato solo le copertine.
| N°  | Data              | Titolo                                            | Allegati/Note                                                 | Disegnatore                                  |
| --- | ----------------- | ------------------------------------------------- | ------------------------------------------------------------- | -------------------------------------------- |
| 1   | agosto 1964       | Il re del delitto                                 |                                                               | Magnus                                       |
| 2   | settembre 1964    | Terrore sulla Costa Azzurra                       |                                                               | Ralph Hunter (Raffaele Cormio)               |
| 3   | ottobre 1964      | Il museo dell'orrore                              |                                                               | Magnus                                       |
| 4   | novembre 1964     | Poker per un cadavere                             |                                                               | Ralph Hunter                                 |
| 5   | dicembre 1964     | Omicidio al riformatorio                          |                                                               | Magnus                                       |
| 6   | gennaio 1965      | Morte a domicilio                                 |                                                               | Magnus                                       |
| 7   | 14 gennaio 1965   | Trappola infernale                                |                                                               | Magnus                                       |
| 8   | 28 gennaio 1965   | La cattura di Kriminal                            |                                                               | Magnus                                       |
| 9   | 11 febbraio 1965  | Giustizia spietata                                |                                                               | Magnus                                       |
| 10  | 25 febbraio 1965  | Colpo fatale                                      |                                                               | Magnus                                       |
| 11  | 11 marzo 1965     | Il tesoro maledetto                               |                                                               | Magnus                                       |
| 12  | 25 marzo 1965     | Un crimine impossibile                            |                                                               | Magnus                                       |
| 13  | 8 aprile 1965     | Nodo scorsoio                                     |                                                               | Zaimo (Angelo Raimondi)                      |
| 14  | 22 aprile 1965    | Sinfonia                                          |                                                               | Magnus                                       |
| 15  | 6 maggio 1965     | Rapina al derby                                   |                                                               | Pini Segna                                   |
| 16  | 20 maggio 1965    | Astuzia mortale                                   |                                                               | Zaimo                                        |
| 17  | 3 giugno 1965     | Il crimine non paga                               |                                                               | Magnus                                       |
| 18  | 17 giugno 1965    | Serkow il mago                                    |                                                               | Pini Segna                                   |
| 19  | 1º luglio 1965    | La morsa d'acciaio                                |                                                               | Magnus                                       |
| 20  | 15 luglio 1965    | L'isola dell'oblio                                |                                                               | Magnus                                       |
| 21  | 29 luglio 1965    | La pista della morte                              |                                                               | Pini Segna                                   |
| 22  | 12 agosto 1965    | Carnet da ballo                                   |                                                               | Magnus                                       |
| 23  | 26 agosto 1965    | Il giorno di S. Valentino                         |                                                               | Magnus                                       |
| 24  | 9 settembre 1965  | Smacco infernale                                  |                                                               | Pini Segna                                   |
| 25  | 23 settembre 1965 | La mummia di sangue                               |                                                               | Magnus                                       |
| 26  | 7 ottobre 1965    | Febbre di droga                                   |                                                               | Magnus                                       |
| 27  | 21 ottobre 1965   | Ecatombe in tecnicolor                            |                                                               | Pini Segna                                   |
| 28  | 4 novembre 1965   | Non dovevi ritornare                              |                                                               | Magnus                                       |
| 29  | 18 novembre 1965  | Caccia al morto                                   |                                                               | Magnus                                       |
| 30  | 2 dicembre 1965   | Il ghigno satanico                                |                                                               | E. Car. (Enzo Carretti)                      |
| 31  | 16 dicembre 1965  | Feste in lutto                                    |                                                               | Magnus                                       |
| 32  | 30 dicembre 1965  | Suspense oltre cortina                            |                                                               | Luigi Corteggi                               |
| 33  | 13 gennaio 1966   | La notte più lunga                                |                                                               | Magnus                                       |
| 34  | 27 gennaio 1966   | Terrore in Alto Adige                             |                                                               | Magnus                                       |
| 35  | 10 febbraio 1966  | La morte è scesa al Moulin Rouge                  |                                                               | E. Car.                                      |
| 36  | 24 febbraio 1966  | Quando sarò morto                                 |                                                               | E. Car.                                      |
| 37  | 10 marzo 1966     | La clinica dal trapasso celere                    |                                                               | Magnus                                       |
| 38  | 17 marzo 1966     | Il becchino è il mio mestiere                     |                                                               | Magnus                                       |
| 39  | 24 marzo 1966     | Tutte le donne sono mie                           |                                                               | Magnus                                       |
| 40  | 31 marzo 1966     | Petrolio mon amour                                |                                                               | E. Car.                                      |
| 41  | 7 aprile 1966     | 7 rose per Pamela                                 |                                                               | Zaimo                                        |
| 42  | 14 aprile 1966    | Paura tra le piramidi                             |                                                               | Magnus                                       |
| 43  | 21 aprile 1966    | La filastrocca dell'impiccato                     |                                                               | E. Car.                                      |
| 44  | 28 aprile 1966    | 4 croci                                           |                                                               | Magnus                                       |
| 45  | 5 maggio 1966     | La bionda ama l'arte                              |                                                               | Pini Segna                                   |
| 46  | 12 maggio 1966    | Il gioco del più                                  |                                                               | Magnus                                       |
| 47  | 19 maggio 1966    | Destinazione inferno                              |                                                               | E. Car.                                      |
| 48  | 26 maggio 1966    | Quando matura il grano                            |                                                               | Rancho (Ilario Ranucci)                      |
| 49  | 2 giugno 1966     | La signora non canterà più                        |                                                               | Roberto Peroni Corbella                      |
| 50  | 9 giugno 1966     | Oro                                               | Numero speciale, 164 pagine a colori                          | Magnus                                       |
| 51  | 16 giugno 1966    | La metà di zero                                   |                                                               | Zaimo                                        |
| 52  | 23 giugno 1966    | Il prezzo della gola                              |                                                               | Magnus                                       |
| 53  | 30 giugno 1966    | Bramosia d'oro                                    |                                                               | Magnus                                       |
| 54  | 7 luglio 1966     | Ira funesta                                       |                                                               | Peroni Corbella                              |
| 55  | 14 luglio 1966    | Dramma in collegio                                |                                                               | Magnus                                       |
| 56  | 21 luglio 1966    | Accidia mortale                                   |                                                               | Vittorio Coliva                              |
| 57  | 28 luglio 1966    | L'invidia corrode                                 |                                                               | Magnus                                       |
| 58  | 4 agosto 1966     | La superbia è donna                               |                                                               | Magnus                                       |
| 59  | 11 agosto 1966    | Chi era quella pupa?                              |                                                               | E. Car.                                      |
| 60  | 18 agosto 1966    | Omicidi a colazione                               |                                                               | Magnus                                       |
| 61  | 25 agosto 1966    | Il cavallo di Troia                               |                                                               | Magnus                                       |
| 62  | 1º settembre 1966 | Il dannato suono del gong                         |                                                               | Pini Segna                                   |
| 63  | 8 settembre 1966  | Appuntamento al largo                             |                                                               | Peroni Corbella                              |
| 64  | 15 settembre 1966 | Il segreto di Kriminal                            |                                                               | Magnus                                       |
| 65  | 22 settembre 1966 | Corruzione                                        |                                                               | Magnus                                       |
| 66  | 29 settembre 1966 | Il drago con gli occhi di diamante                |                                                               | Zaimo                                        |
| 67  | 6 ottobre 1966    | Intrigo a Macao                                   |                                                               | E. Car.                                      |
| 68  | 13 ottobre 1966   | L'aguzzino                                        |                                                               | Magnus                                       |
| 69  | 20 ottobre 1966   | Perry non si tocca!                               |                                                               | Magnus                                       |
| 70  | 27 ottobre 1966   | Il collezionista                                  |                                                               | Rancho                                       |
| 71  | 3 novembre 1966   | Sciopero!                                         |                                                               | Magnus                                       |
| 72  | 10 novembre 1966  | Il crak!                                          |                                                               | Rancho                                       |
| 73  | 17 novembre 1966  | La trappola di celluloide                         |                                                               | Magnus                                       |
| 74  | 24 novembre 1966  | Brindiamo alla morte                              |                                                               | Zaimo                                        |
| 75  | 1º dicembre 1966  | Il precettore                                     |                                                               | Magnus                                       |
| 76  | 8 dicembre 1966   | Quando la sabbia scotta                           |                                                               | Rancho                                       |
| 77  | 15 dicembre 1966  | La vita scade a mezzanotte                        |                                                               | Magnus                                       |
| 78  | 22 dicembre 1966  | Sinfonia di Natale                                |                                                               | Zaimo                                        |
| 79  | 29 dicembre 1966  | Il teorema dei vivi                               |                                                               | Parvus (altro pseudonimo di Raffaele Cormio) |
| 80  | 5 gennaio 1967    | Klavier Konzert                                   |                                                               | Magnus                                       |
| 81  | 12 gennaio 1967   | All'ombra del Fujiyama                            |                                                               | Rancho                                       |
| 82  | 19 gennaio 1967   | La fabbrica di colla                              |                                                               | Magnus                                       |
| 83  | 26 gennaio 1967   | Il girotondo dell'Eldorado                        |                                                               | Zaimo                                        |
| 84  | 2 febbraio 1967   | I pescecani hanno i denti aguzzi                  |                                                               | Magnus                                       |
| 85  | 9 febbraio 1967   | La guerra è bella solo per chi specula            |                                                               | Magnus                                       |
| 86  | 16 febbraio 1967  | L'aereo MTK-6000                                  |                                                               | Magnus                                       |
| 87  | 23 febbraio 1967  | Qualche volta le mele sono bacate                 |                                                               | Coliva                                       |
| 88  | 2 marzo 1967      | Il rapimento di Lola                              |                                                               | Magnus                                       |
| 89  | 9 marzo 1967      | Non lo fate Mr. Drake!                            |                                                               | Rancho                                       |
| 90  | 16 marzo 1967     | Quello che non t'aspetti                          |                                                               | Magnus                                       |
| 91  | 23 marzo 1967     | Braccio di ferro                                  |                                                               | Coliva                                       |
| 92  | 30 marzo 1967     | Quella notte a Manchester                         |                                                               | Peroni Corbella                              |
| 93  | 6 aprile 1967     | Festa happening                                   |                                                               | Magnus                                       |
| 94  | 13 aprile 1967    | Vola vola...vola                                  |                                                               | Zaimo                                        |
| 95  | 20 aprile 1967    | 10 minuti all'alba                                |                                                               | Peroni Corbella                              |
| 96  | 27 aprile 1967    | 10000 chili d'oro                                 |                                                               | Rancho                                       |
| 97  | 4 maggio 1967     | L'inviato d'oltreoceano                           |                                                               | Magnus                                       |
| 98  | 11 maggio 1967    | Caccia spietata                                   |                                                               | Zaimo                                        |
| 99  | 18 maggio 1967    | Il parassita                                      |                                                               | Parvus                                       |
| 100 | 25 maggio 1967    | Il numero 100                                     | adesivi                                                       | Magnus                                       |
| 101 | 1º giugno 1967    | Il viale del destino                              |                                                               | Magnus                                       |
| 102 | 8 giugno 1967     | Il giusto segno della legge                       |                                                               | Magnus                                       |
| 103 | 15 giugno 1967    | Chi si loda si imbroda                            |                                                               | Zaimo                                        |
| 104 | 22 giugno 1967    | Diamanti tra le belve                             |                                                               | Coliva                                       |
| 105 | 29 giugno 1967    | Il piromane                                       |                                                               | Magnus                                       |
| 106 | 6 luglio 1967     | Corri corri cavallino                             |                                                               | Coliva                                       |
| 107 | 13 luglio 1967    | Silenzio si spara                                 |                                                               | Magnus                                       |
| 108 | 20 luglio 1967    | Editorial heros                                   |                                                               | Magnus                                       |
| 109 | 27 luglio 1967    | Un funerale per Milton                            |                                                               | Zaimo                                        |
| 110 | 3 agosto 1967     | Una notte al museo Grévin                         |                                                               | Magnus                                       |
| 111 | 10 agosto 1967    | Un pugno di mosche                                |                                                               | Peroni Corbella                              |
| 112 | 17 agosto 1967    | Il club dei suicidi                               |                                                               | Magnus                                       |
| 113 | 24 agosto 1967    | Una partita da vincere                            |                                                               | Rancho                                       |
| 114 | 31 agosto 1967    | La notte delle svastiche                          |                                                               | Zaimo                                        |
| 115 | 7 settembre 1967  | Lo speculatore                                    |                                                               | Rancho                                       |
| 116 | 14 settembre 1967 | Il cerchio si stringe attorno a Gloria            |                                                               | Magnus                                       |
| 117 | 21 settembre 1967 | I sogni finiscono al mattino                      |                                                               | Coliva                                       |
| 118 | 28 settembre 1967 | La marcia funebre                                 |                                                               | Peroni Corbella                              |
| 119 | 5 ottobre 1967    | Anche l'assurdo può accadere                      |                                                               | Magnus                                       |
| 120 | 12 ottobre 1967   | Gran Galà sulla laguna                            |                                                               | Rancho                                       |
| 121 | 19 ottobre 1967   | Dall'alba al tramonto                             |                                                               | E. Car.                                      |
| 122 | 26 ottobre 1967   | Al bueno ristoro                                  |                                                               | Magnus                                       |
| 123 | 3 novembre 1967   | I due kappa                                       |                                                               | Zaimo                                        |
| 124 | 9 novembre 1967   | Un blues per un grisbi                            |                                                               | Peroni Corbella                              |
| 125 | 16 novembre 1967  | Ipnosi                                            |                                                               | Magnus                                       |
| 126 | 23 novembre 1967  | L'eredità dei vinti                               |                                                               | Peroni Corbella                              |
| 127 | 30 novembre 1967  | La testa di legno                                 |                                                               | Magnus                                       |
| 128 | 7 dicembre 1967   | I cocci del diavolo                               |                                                               | Rancho                                       |
| 129 | 14 dicembre 1967  | Donne e motori                                    |                                                               | Parvus                                       |
| 130 | 21 dicembre 1967  | Requiem per un dittatore                          |                                                               | Zaimo                                        |
| 131 | 28 dicembre 1967  | Anonima lotterie                                  |                                                               | Mangiarano                                   |
| 132 | 4 gennaio 1968    | La ballata dell'oro nero                          |                                                               | Magnus                                       |
| 133 | 11 gennaio 1968   | Colpo grosso sul Tamigi                           |                                                               | Zaimo                                        |
| 134 | 18 gennaio 1968   | La camera d'ambra                                 |                                                               | Rancho                                       |
| 135 | 25 gennaio 1968   | L'ideogramma cinese                               |                                                               | FC - Studio Rosi                             |
| 136 | 1º febbraio 1968  | Il posto delle sterline                           |                                                               | Magnus                                       |
| 137 | 8 febbraio 1968   | Le bombe umane                                    |                                                               | Peroni Corbella                              |
| 138 | 15 febbraio 1968  | Chi fugge chi insegue                             |                                                               | Zaimo                                        |
| 139 | 22 febbraio 1968  | I conti senza l'oste                              |                                                               | Peroni Corbella                              |
| 140 | 29 febbraio 1968  | Nevrosi per un bottino                            |                                                               | Rancho                                       |
| 141 | 7 marzo 1968      | L'incubo                                          |                                                               | Magnus                                       |
| 142 | 14 marzo 1968     | Le nere potenze del sogno                         |                                                               | E. Car.                                      |
| 143 | 21 marzo 1968     | Trappola sul danubio                              |                                                               | Frank V.                                     |
| 144 | 28 marzo 1968     | Virus                                             |                                                               | FC - Studio Rosi                             |
| 145 | 4 aprile 1968     | La fine del topo                                  |                                                               | Peroni Corbella                              |
| 146 | 11 aprile 1968    | La grotta degli scheletri                         |                                                               | FC - Studio Rosi                             |
| 147 | 18 aprile 1968    | Guerra batteriologica                             |                                                               | FC - Studio Rosi                             |
| 148 | 25 aprile 1968    | Quando le fragole sono mature                     |                                                               | Zaimo                                        |
| 149 | 2 maggio 1968     | Mister Ypsilon                                    |                                                               | Magnus                                       |
| 150 | 9 maggio 1968     | Lady Black                                        | cartolina                                                     | Magnus                                       |
| 151 | 16 maggio 1968    | Un ritorno difficile                              |                                                               | Studio Rosi                                  |
| 152 | 23 maggio 1968    | Dove il vento spira gelido                        |                                                               | E. Car.                                      |
| 153 | 30 maggio 1968    | A tutela della legge                              |                                                               | Rancho                                       |
| 154 | 6 giugno 1968     | La simbologia nefasta                             |                                                               | Magnus                                       |
| 155 | 13 giugno 1968    | Uno strano necrologio                             |                                                               | Studio Rosi                                  |
| 156 | 20 giugno 1968    | L'infingardo                                      |                                                               | Studio Rosi                                  |
| 157 | 27 giugno 1968    | La falsa identità                                 |                                                               | Zaimo                                        |
| 158 | 4 luglio 1968     | I 5 giusti                                        |                                                               | Magnus                                       |
| 159 | 11 luglio 1968    | L'allevamento dei maiali                          |                                                               | Studio Rosi                                  |
| 160 | 18 luglio 1968    | L'invencibile armada                              |                                                               | Frank Verola                                 |
| 161 | 25 luglio 1968    | Un occhio fisso nella ragnatela                   |                                                               | Peroni Corbella                              |
| 162 | 1º agosto 1968    | A poco a poco                                     |                                                               | Magnus                                       |
| 163 | 8 agosto 1968     | Un tocco gentile                                  |                                                               | Ranciuk                                      |
| 164 | 15 agosto 1968    | Sole sul pack                                     |                                                               | Peroni Corbella                              |
| 165 | 22 agosto 1968    | Quando il mare ribolle                            |                                                               | Peroni Corbella                              |
| 166 | 29 agosto 1968    | Safari nero                                       |                                                               | Magnus                                       |
| 167 | 5 settembre 1968  | Un intervento delicato                            |                                                               | Rancho                                       |
| 168 | 12 settembre 1968 | Se ti svelo un segreto...                         |                                                               | Raimondi                                     |
| 169 | 19 settembre 1968 | Cosa succede se spariscono dei documenti segreti? |                                                               | Peroni corbella                              |
| 170 | 26 settembre 1968 | Lo sciacallo                                      |                                                               | Magnus                                       |
| 171 | 3 ottobre 1968    | Crazy mad                                         |                                                               | Studio Rosi                                  |
| 172 | 10 ottobre 1968   | L'avicularia dannata                              |                                                               | Studio Rosi                                  |
| 173 | 17 ottobre 1968   | Che fine ha fatto Mister Ypsilon?                 |                                                               | Magnus                                       |
| 174 | 24 ottobre 1968   | La tomba di creta                                 |                                                               | Magnus                                       |
| 175 | 31 ottobre 1968   | L'uomo nel braccio                                |                                                               | Rancho                                       |
| 176 | 7 novembre 1968   | Tutti i partecipanti alla riunione                |                                                               | Frank Verola                                 |
| 177 | 14 novembre 1968  | Due volti per un omicidio                         |                                                               | Rancho                                       |
| 178 | 21 novembre 1968  | Billy l'onesto                                    |                                                               | Zaimo                                        |
| 179 | 28 novembre 1968  | Atom war                                          |                                                               | Magnus                                       |
| 180 | 5 dicembre 1968   | Tutto si dissolve con Tamara                      |                                                               | Peroni Corbella                              |
| 181 | 12 dicembre 1968  | Il gioco del play boy                             |                                                               | Studio Rosi                                  |
| 182 | 19 dicembre 1968  | La difficile esistenza dei mediatori di diamanti  |                                                               | Frank Verola                                 |
| 183 | 26 dicembre 1968  | Il termine della corsa                            |                                                               | Magnus                                       |
| 184 | 2 gennaio 1969    | Un cadavere a zonzo                               |                                                               | Studio Rosi                                  |
| 185 | 9 gennaio 1969    | Milton's kidnapping                               |                                                               | Studio Rosi                                  |
| 186 | 16 gennaio 1969   | Eutanasia                                         |                                                               | Peroni Corbella                              |
| 187 | 23 gennaio 1969   | Un memoriale delicato                             |                                                               | Coliva                                       |
| 188 | 30 gennaio 1969   | Per un attimo in più                              |                                                               | Magnus                                       |
| 189 | 6 febbraio 1969   | Un identikit per Milton                           |                                                               | Rancho                                       |
| 190 | 13 febbraio 1969  | Ieri e domani                                     |                                                               | Studio Rosi                                  |
| 191 | 20 febbraio 1969  | I cattivi fanno i dispetti                        |                                                               | Studio Rosi                                  |
| 192 | 27 febbraio 1969  | Un balzo nel vuoto                                |                                                               | Magnus                                       |
| 193 | 6 marzo 1969      | Tiro aureo al volo                                |                                                               | Studio Rosi                                  |
| 194 | 13 marzo 1969     | Occhi puntati su Shan-Ton                         |                                                               | Coliva                                       |
| 195 | 20 marzo 1969     | Il cerchio delle ingiustizie                      |                                                               | Studio Rosi                                  |
| 196 | 27 marzo 1969     | Il triangolo isoscele                             |                                                               | Magnus                                       |
| 197 | 3 aprile 1969     | Il delatore                                       |                                                               | Frank Verola                                 |
| 198 | 10 aprile 1969    | Una crociera sulle spine                          |                                                               | Studio Rosi                                  |
| 199 | 17 aprile 1969    | La morte conta i secondi                          |                                                               | Peroni Corbella                              |
| 200 | 24 aprile 1969    | L'ira del cielo                                   | A colori                                                      | Magnus                                       |
| 201 | 1º maggio 1969    | La nuova linea                                    |                                                               | Magnus                                       |
| 202 | 8 maggio 1969     | Lo strapiombo maledetto                           |                                                               | Mangiarano                                   |
| 203 | 15 maggio 1969    | Non giocate con le margherite                     |                                                               | Peroni Corbella                              |
| 204 | 22 maggio 1969    | Gioco incrociato                                  |                                                               | Mangiarano                                   |
| 205 | 29 maggio 1969    | La pantera                                        |                                                               | Magnus                                       |
| 206 | 5 giugno 1969     | La fossa dei leoni                                |                                                               | Rancho                                       |
| 207 | 12 giugno 1969    | Sotto i tunnel della metropolitana                |                                                               | Frank Verola                                 |
| 208 | 19 giugno 1969    | Chi ha paura di Bonvel?                           |                                                               | Zaimo                                        |
| 209 | 26 giugno 1969    | La rimpatriata                                    |                                                               | Magnus                                       |
| 210 | 3 luglio 1969     | Un funerale da strapazzo                          |                                                               | Mangiarano                                   |
| 211 | 10 luglio 1969    | Un abile incantatore                              |                                                               | Rancho                                       |
| 212 | 17 luglio 1969    | H2O                                               |                                                               | Peroni Corbella                              |
| 213 | 24 luglio 1969    | La sparizione di Lib-Zomb                         |                                                               | Magnus                                       |
| 214 | 31 luglio 1969    | Il braccio del boia                               |                                                               | Frank Verola                                 |
| 215 | 7 agosto 1969     | Una prima teatrale                                |                                                               | Zaimo                                        |
| 216 | 14 agosto 1969    | Un invito per O'Connor                            |                                                               | Magnus                                       |
| 217 | 21 agosto 1969    | Confetti per un anniversario                      |                                                               | Rancho                                       |
| 218 | 28 agosto 1969    | Malattia a breve decorso                          |                                                               | Frank Verola                                 |
| 219 | 4 settembre 1969  | La vecchia bicocca                                |                                                               | Giovanni Romanini                            |
| 220 | 11 settembre 1969 | Le campane suonano a morto                        |                                                               | Mangiarano                                   |
| 221 | 18 settembre 1969 | Ritorno all'ovile                                 |                                                               | Magnus                                       |
| 222 | 25 settembre 1969 | Il pendolo                                        |                                                               | Frank Verola                                 |
| 223 | 2 ottobre 1969    | Il caimano                                        |                                                               | Zaimo                                        |
| 224 | 9 ottobre 1969    | Il tappeto persiano                               |                                                               | Romanini                                     |
| 225 | 16 ottobre 1969   | Cose d'altri tempi                                |                                                               | Rancho                                       |
| 226 | 23 ottobre 1969   | L'invincibile                                     |                                                               | Magnus                                       |
| 227 | 30 ottobre 1969   | Tasti a ritmo serrato                             |                                                               | Studio Rosi                                  |
| 228 | 6 novembre 1969   | Un giorno di novembre                             |                                                               | Romanini                                     |
| 229 | 13 novembre 1969  | Tre lettere tre                                   |                                                               | Frank Verola                                 |
| 230 | 20 novembre 1969  | Sfida impossibile                                 |                                                               | Magnus                                       |
| 231 | 27 novembre 1969  | Pesca grossa                                      |                                                               | Peroni Corbella                              |
| 232 | 4 dicembre 1969   | Vernice indelebile                                |                                                               | Romanini                                     |
| 233 | 11 dicembre 1969  | Kierkegaard-Express                               |                                                               | Rancho                                       |
| 234 | 18 dicembre 1969  | Conto alla rovescia                               |                                                               | Frank Verola                                 |
| 235 | 25 dicembre 1969  | Un custode incorruttibile                         |                                                               | Frank Verola                                 |
| 236 | 1º gennaio 1970   | Una fredda giornata di nebbia                     |                                                               | Magnus                                       |
| 237 | 8 gennaio 1970    | Sarabanda per un meteorite                        |                                                               | Peroni Corbella                              |
| 238 | 15 gennaio 1970   | La spelonca della paura                           |                                                               | Romanini                                     |
| 239 | 22 gennaio 1970   | Licenza di caccia                                 |                                                               | Zaimo                                        |
| 240 | 29 gennaio 1970   | Il mago                                           |                                                               | (Bunker)                                     |
| 241 | 5 febbraio 1970   | Nei pressi di Artplatz                            |                                                               | Peroni Corbella                              |
| 242 | 12 febbraio 1970  | L'agopuntura                                      |                                                               | Frank Verola                                 |
| 243 | 19 febbraio 1970  | Il segreto dei numeri                             |                                                               | Romanini                                     |
| 244 | 26 febbraio 1970  | L'anima gemella                                   |                                                               | Rancho                                       |
| 245 | 5 marzo 1970      | Paura                                             |                                                               | Magnus                                       |
| 246 | 12 marzo 1970     | L'isola bianca                                    |                                                               | Frank Verola                                 |
| 247 | 19 marzo 1970     | Un ascensore per l'inferno                        |                                                               | Romanini                                     |
| 248 | 26 marzo 1970     | Il dannato tesoro di Tutanchamon                  |                                                               | Leo Lombardi                                 |
| 249 | 2 aprile 1970     | Il fungo che dà la morte                          |                                                               | Frank Verola                                 |
| 250 | 9 aprile 1970     | Record!                                           | 256 pagine, compresa la ristampa del nr. 1                    | Magnus                                       |
| 251 | 16 aprile 1970    | A.D.A.M.                                          | adesivi                                                       | Magnus                                       |
| 252 | 23 aprile 1970    | La mente elettronica                              | adesivi                                                       | Romanini                                     |
| 253 | 30 aprile 1970    | Caccia ai virus                                   | adesivi                                                       | Leo Lombardi                                 |
| 254 | 7 maggio 1970     | Morte a mezzogiorno                               | adesivi                                                       | Rancho                                       |
| 255 | 14 maggio 1970    | D.N.A.                                            | adesivi                                                       | Peroni Corbella                              |
| 256 | 21 maggio 1970    | L'indovino                                        |                                                               | Peroni Corbella                              |
| 257 | 28 maggio 1970    | Giostra                                           |                                                               | Peroni Corbella                              |
| 258 | 4 giugno 1970     | Un assassino a piede libero                       |                                                               | Rancho                                       |
| 259 | 18 giugno 1970    | Kriminal e il Grande Turco                        |                                                               | Romanini                                     |
| 260 | 25 giugno 1970    | I mercanti di morte                               |                                                               | Peroni Corbella                              |
| 261 | 2 luglio 1970     | Il giorno della disperazione                      |                                                               | (Bunker)                                     |
| 262 | 9 luglio 1970     | Dramma tra le nubi                                |                                                               | Frank Verola                                 |
| 263 | 16 luglio 1970    | Catalessi                                         |                                                               | Leo Lombardi                                 |
| 264 | 23 luglio 1970    | Narcosi                                           |                                                               | Frank Verola                                 |
| 265 | 30 luglio 1970    | Mare aperto                                       |                                                               | Peroni Corbella                              |
| 266 | 6 agosto 1970     | Il veggente                                       |                                                               | Magnus                                       |
| 267 | 13 agosto 1970    | La maledizione del denaro                         |                                                               | Leo Lombardi                                 |
| 268 | 20 agosto 1970    | Il grande occhio purpureo                         |                                                               | Studio Rosi                                  |
| 269 | 27 agosto 1970    | L'incubo sulla Cornovaglia                        |                                                               | Rancho                                       |
| 270 | 3 settembre 1970  | Il mistero degli elettroni accelerati             |                                                               | Romanini                                     |
| 271 | 10 settembre 1970 | Una trappola per Grace                            |                                                               | Magnus                                       |
| 272 | 17 settembre 1970 | Veglia funebre                                    |                                                               | Frank Verola                                 |
| 273 | 24 settembre 1970 | Il corriere sa di morte                           |                                                               | Peroni Corbella                              |
| 274 | 1º ottobre 1970   | Attentati a Milton                                |                                                               | Leo Lombardi                                 |
| 275 | 8 ottobre 1970    | Il mistero di Montezuma                           | adesivi                                                       | Frank Verola                                 |
| 276 | 15 ottobre 1970   | Il polmone d'acciaio                              | adesivi                                                       | Magnus                                       |
| 277 | 21 ottobre 1970   | Una lista molto confidenziale                     | adesivi                                                       | Rancho                                       |
| 278 | 28 ottobre 1970   | Mira al successo                                  | adesivi                                                       | Romanini                                     |
| 279 | 4 novembre 1970   | La chiave del tesoro                              | adesivi                                                       | Leo Lombardi                                 |
| 280 | 11 novembre 1970  | Ciak! Azione!                                     | adesivi                                                       | Frank Verola                                 |
| 281 | 18 novembre 1970  | Gas nervino                                       | adesivi                                                       | Rancho                                       |
| 282 | 25 novembre 1970  | Dossier droga                                     | adesivi                                                       | Romanini                                     |
| 283 | 2 dicembre 1970   | Sette giorni per non morire                       | adesivi                                                       | E. Car.                                      |
| 284 | 10 dicembre 1970  | Oroscopo                                          | adesivi                                                       | Studio Rosi                                  |
| 285 | 17 dicembre 1970  | Concerto Hippy                                    | adesivi                                                       | Leo Lombardi                                 |
| 286 | 24 dicembre 1970  | Il caso Stark                                     | adesivi                                                       | Magnus                                       |
| 287 | 31 dicembre 1970  | Una vecchia macchina fotografica                  | adesivi                                                       | Peroni Corbella                              |
| 288 | 7 gennaio 1971    | Vacanze alla Bahamas                              | adesivi                                                       | Rancho                                       |
| 289 | 14 gennaio 1971   | Lo scommettitore                                  | adesivi                                                       | Peroni Corbella                              |
| 290 | 21 gennaio 1971   | La casa dei veleni                                | adesivi                                                       | Zaimo                                        |
| 291 | 28 gennaio 1971   | Appuntamento col demonio                          | adesivi                                                       | Infimus                                      |
| 292 | 4 febbraio 1971   | La vendetta di Afrodite                           | adesivi                                                       | Leo Lombardi                                 |
| 293 | 11 febbraio 1971  | Il cuore del gatto                                | adesivi                                                       | Romanini                                     |
| 294 | 18 febbraio 1971  | Perle e uranio                                    | adesivi                                                       | Peroni Corbella                              |
| 295 | 25 febbraio 1971  | Commissione rapine                                | adesivi                                                       | Frank Verola                                 |
| 296 | 4 marzo 1971      | Motu psichedelico                                 | adesivi                                                       | Magnus                                       |
| 297 | 11 marzo 1971     | Circuskrimen                                      | adesivi                                                       | Leo Lombardi                                 |
| 298 | 18 marzo 1971     | Boomerang                                         | adesivi                                                       | Peroni Corbella                              |
| 299 | 25 marzo 1971     | Il mostro di Lochness                             | adesivi                                                       | Titto (Franco Scargiali)                     |
| 300 | 8 aprile 1971     | Le bare di ghiaccio                               | manifesto                                                     | Magnus                                       |
| 301 | 15 aprile 1971    | La banda delle teste d'uovo                       | adesivi                                                       | Peroni Corbella                              |
| 302 | 22 aprile 1971    | Un affare di perle                                | adesivi                                                       | Leo Lombardi                                 |
| 303 | 29 aprile 1971    | Le piante carnivore                               | adesivi                                                       | Frank Verola                                 |
| 304 | 6 maggio 1971     | Di smog si muore                                  | adesivi                                                       | Rancho                                       |
| 305 | 13 maggio 1971    | Omicidi a catena                                  |                                                               | Peroni Corbella                              |
| 306 | 19 maggio 1971    | Lola vive!                                        |                                                               | Magnus                                       |
| 307 | 26 maggio 1971    | Operazione ambra                                  |                                                               | Frank Verola                                 |
| 308 | 3 giugno 1971     | Kriminal contro Harvey                            |                                                               | Leo Lombardi                                 |
| 309 | 9 giugno 1971     | Incontro a Mosca                                  |                                                               | Frank Verola                                 |
| 310 | 17 giugno 1971    | Metodo sperimentale                               |                                                               | Titto                                        |
| 311 | 23 giugno 1971    | La setta dei Kyara                                |                                                               | Frank Verola                                 |
| 312 | 30 giugno 1971    | Inquinamento batteriologico                       |                                                               | Dino Leonetti                                |
| 313 | 7 luglio 1971     | Kriminal alias X e Z                              |                                                               | Studio Rosi                                  |
| 314 | 14 luglio 1971    | Intercettazione                                   |                                                               | Rancho                                       |
| 315 | 21 luglio 1971    | Furto al terraquarium                             |                                                               | Frank Verola                                 |
| 316 | 29 luglio 1971    | Miniera infernale                                 |                                                               | Peroni Corbella                              |
| 317 | 4 agosto 1971     | Il celeste impero                                 |                                                               | Peroni Corbella                              |
| 318 | 11 agosto 1971    | Un pericolo di meno                               |                                                               | Titto                                        |
| 319 | 19 agosto 1971    | IL                                                |                                                               | Romanini                                     |
| 320 | 26 agosto 1971    | Allarme al porto                                  |                                                               | Titto                                        |
| 321 | 2 settembre 1971  | Kriminal e i vigilantes                           |                                                               | Erminio Ardigò/Zaimo                         |
| 322 | 9 settembre 1971  | Destinazione Tibet                                |                                                               | Frank Verola                                 |
| 323 | 16 settembre 1971 | Shan Ton numero due                               |                                                               | Rancho                                       |
| 324 | 23 settembre 1971 | Attacco a Molock                                  |                                                               | Frank Verola                                 |
| 325 | 30 settembre 1971 | La chiave dell'infinito                           |                                                               | Romanini                                     |
| 326 | 7 ottobre 1971    | Raid all'ultimo respiro                           |                                                               | Piffarerio                                   |
| 327 | 14 ottobre 1971   | Dramma alla zecca                                 |                                                               | Peroni Corbella                              |
| 328 | 21 ottobre 1971   | Neheder il santone                                |                                                               | Frank Verola                                 |
| 329 | 28 ottobre 1971   | Una notte come un'altra                           |                                                               | Leo Lombardi                                 |
| 330 | 4 novembre 1971   | 200000 $ per Fleischmann                          |                                                               | Rancho                                       |
| 331 | 11 novembre 1971  | Il club dei Sir                                   | adesivi                                                       | Leo Lombardi                                 |
| 332 | 18 novembre 1971  | Tre teste in pericolo                             | adesivi                                                       | Dino Leonetti, Frank Verola                  |
| 333 | 25 novembre 1971  | Il mistero della Queen Elizabeth                  |                                                               | Titto                                        |
| 334 | 2 dicembre 1971   | Un forte riscatto                                 |                                                               | Titto                                        |
| 335 | 9 dicembre 1971   | Rimpatrio defunti garantito                       |                                                               | Enzo Carretti                                |
| 336 | 16 dicembre 1971  | L'idolo d'oro                                     |                                                               | Angelo Raimondi                              |
| 337 | 23 dicembre 1971  | Il cromosoma X                                    |                                                               | Leo Lombardi                                 |
| 338 | 30 dicembre 1971  | Parola d'ordine: sparate a vista su Kriminal      |                                                               | Titto                                        |
| 339 | 6 gennaio 1972    | Un piano davvero ambizioso                        |                                                               | Leo Lombardi                                 |
| 340 | 13 gennaio 1972   | Il libro della verità                             |                                                               | Romanini                                     |
| 341 | 20 gennaio 1972   | Sotto a chi tocca                                 |                                                               | Enzo Carretti                                |
| 342 | 27 gennaio 1972   | Una foto compromettente                           |                                                               | Leo Lombardi                                 |
| 343 | 3 febbraio 1972   | Il pericolo viene dal cielo                       |                                                               | Enzo Carretti                                |
| 344 | 10 febbraio 1972  | Potenza nera                                      |                                                               | Roberto Peroni Corbella                      |
| 345 | 17 febbraio 1972  | Caffè mortale                                     |                                                               | Roberto Peroni Corbella                      |
| 346 | 24 febbraio 1972  | Un numero ne chiama un altro                      |                                                               | Titto                                        |
| 347 | 2 marzo 1972      | Sequestro di persona                              |                                                               | Enzo Carretti                                |
| 348 | 9 marzo 1972      | Il mistero del sangue scomparso                   |                                                               | Rancho                                       |
| 349 | 16 marzo 1972     | Il muro pericoloso                                |                                                               | Rancho                                       |
| 350 | 23 marzo 1972     | Incastro a tre                                    | adesivi                                                       | Romanini                                     |
| 351 | 30 marzo 1972     | L'enigma della piramide                           |                                                               | Leo Lombardi                                 |
| 352 | 6 aprile 1972     | La sigla della morte                              |                                                               | Rancho                                       |
| 353 | 13 aprile 1972    | Chiamata all'alba                                 |                                                               | Roberto Peroni Corbella                      |
| 354 | 20 aprile 1972    | La corda tesa                                     |                                                               | Roberto Peroni Corbella                      |
| 355 | 27 aprile 1972    | Ai ferri corti                                    |                                                               | Titto                                        |
| 356 | 4 maggio 1972     | Il nemico sconosciuto                             |                                                               | Frank Verola                                 |
| 357 | 10 maggio 1972    | Terrore a Stoccolma                               |                                                               | Leo Lombardi                                 |
| 358 | 18 maggio 1972    | Smith punta forte                                 |                                                               | Roberto Peroni Corbella                      |
| 359 | 25 maggio 1972    | Corri, Milton, corri                              |                                                               | Titto                                        |
| 360 | 31 maggio 1972    | Qualcuno ha tradito                               | copertina di Magnus                                           | Romanini                                     |
| 361 | 8 giugno 1972     | Cercasi maggiordomo                               | copertina di Magnus                                           | Titto                                        |
| 362 | 15 giugno 1972    | Scacchiera mortale                                | copertina di Magnus                                           | Erminio Ardigò                               |
| 363 | 22 giugno 1972    | Il rabdomante                                     | copertina di Magnus                                           | E. Car.                                      |
| 364 | 28 giugno 1972    | Incredibile                                       | copertina di Magnus                                           | Rancho                                       |
| 365 | 6 luglio 1972     | Kriminal con rabbia                               | copertina di Magnus                                           | Leo Lombardi                                 |
| 366 | 13 luglio 1972    | La banda degli invisibili                         | copertina di Magnus                                           | Rancho                                       |
| 367 | 20 luglio 1972    | Flipper                                           | copertina di Magnus                                           | Romanini                                     |
| 368 | 27 luglio 1972    | Rapina impossibile                                | copertina di Magnus                                           | Rancho                                       |
| 369 | 3 agosto 1972     | K.O.K.                                            | copertina di Magnus                                           | Titto                                        |
| 370 | 10 agosto 1972    | Il sesto potere                                   | copertina di Magnus                                           | Titto                                        |
| 371 | 17 agosto 1972    | Kenia Klub                                        | copertina di Magnus                                           | Roberto Peroni Corbella                      |
| 372 | 24 agosto 1972    | Insidia sotto i mari                              | copertina di Magnus                                           | Titto                                        |
| 373 | 31 agosto 1972    | L'insonnia di Milton                              | copertina di Magnus                                           | Leo Lombardi                                 |
| 374 | 7 settembre 1972  | Il giorno della rivincita                         | copertina di Magnus                                           | Rancho                                       |
| 375 | 14 settembre 1972 | L'uomo d'acciaio                                  | copertina di Magnus                                           | Leo Lombardi                                 |
| 376 | 21 settembre 1972 | La morte viaggia in II classe                     | copertina di Magnus                                           | Titto                                        |
| 377 | 28 settembre 1972 | La cavalla rossa                                  | copertina di Magnus                                           | Titto                                        |
| 378 | 5 ottobre 1972    | Il disco maledetto                                | copertina di Magnus                                           | Zaimo                                        |
| 379 | 12 ottobre 1972   | 1 + 1 uguale a 1                                  | copertina di Magnus                                           | Corteggi                                     |
| 380 | 19 ottobre 1972   | I 5 di picche                                     | copertina di Magnus                                           | Titto                                        |
| 381 | 26 ottobre 1972   | La lista nera                                     | copertina di Magnus                                           | Corteggi                                     |
| 382 | 2 novembre 1972   | Un popolo trema                                   | copertina di Magnus                                           | Zaimo                                        |
| 383 | 9 novembre 1972   | La formula del dottor Queen                       | copertina di Magnus                                           | Zaimo                                        |
| 384 | 16 novembre 1972  | Incontro                                          | copertina di Magnus                                           | Titto                                        |
| 385 | 23 novembre 1972  | Ira e morte                                       | copertina di Magnus                                           | Erminio Ardigò                               |
| 386 | 30 novembre 1972  | Omicidio al riformatorio                          | ristampa del nr. 5                                            | Magnus                                       |
| 387 | 7 dicembre 1972   | A esumazione avvenuta                             | copertina di Magnus                                           | Erminio Ardigò                               |
| 388 | 14 dicembre 1972  | La clinica del trapasso celere                    | copertina di Magnus, ristampa del nr. 37 (titolo rettificato) | Magnus                                       |
| 389 | 21 dicembre 1972  | Danza macabra                                     | copertina di Magnus                                           | Rancho                                       |
| 390 | 28 dicembre 1972  | La morte improvvisa                               | copertina di Magnus                                           | Titto                                        |
| 391 | 4 gennaio 1973    | Paura fra le piramidi                             | copertina di Magnus, ristampa del nr. 42                      | Magnus                                       |
| 392 | 11 gennaio 1973   | Delitti a catena                                  | copertina di Magnus                                           | Zaimo                                        |
| 393 | 18 gennaio 1973   | Neve macchiata di rosso                           | copertina di Magnus                                           | Titto                                        |
| 394 | 25 gennaio 1973   | La geisha di Tokio                                |                                                               | Erminio Ardigò                               |
| 395 | 1º febbraio 1973  | Il prezzo della gola                              | copertina di Magnus, ristampa del nr. 52                      | Magnus                                       |
| 396 | 8 febbraio 1973   | Bramosia d'oro                                    | copertina di Magnus, ristampa del nr. 53                      | Magnus                                       |
| 397 | 15 febbraio 1973  | La maledizione di Sir Honock                      |                                                               | Zaimo                                        |
| 398 | 22 febbraio 1973  | Assassinio all'alba                               |                                                               | Titto                                        |
| 399 | 22 marzo 1973     | La nuova sfida degli invisibili                   |                                                               | Rancho                                       |
| 400 | 29 marzo 1973     | Kriminal è morto                                  | copertina di Magnus                                           | Romanini                                     |
| 401 | maggio 1973       | Requiem per Gloria                                |                                                               | Titto                                        |
| 402 | giugno 1973       | Electron                                          |                                                               | Zaimo                                        |
| 403 | luglio 1973       | Guanto in faccia                                  |                                                               | Titto                                        |
| 404 | agosto 1973       | Impronte rosse di sangue                          |                                                               | Zaimo                                        |
| 405 | settembre 1973    | Electron uccide ancora                            |                                                               | Titto                                        |
| 406 | ottobre 1973      | La testa di legno                                 | ristampa del nr. 127                                          | Magnus                                       |
| 407 | novembre 1973     | La ballata dell'oro nero                          | ristampa del nr. 132                                          | Magnus                                       |
| 408 | dicembre 1973     | È tornato Mr. Ypsilon?                            |                                                               | Titto                                        |
| 409 | gennaio 1974      | Tre ore per fuggire                               |                                                               | Zaimo                                        |
| 410 | febbraio 1974     | Ergastolo                                         |                                                               | Titto                                        |
| 411 | marzo 1974        | Nelle mani di Mr. Ypsilon                         |                                                               | Titto                                        |
| 412 | aprile 1974       | Nodo scorsoio                                     | ristampa del nr. 13                                           | Zaimo                                        |
| 413 | maggio 1974       | Gli evasi                                         |                                                               | Frank Verola                                 |
| 414 | giugno 1974       | Astuzia mortale                                   | ristampa del nr. 16                                           | Zaimo                                        |
| 415 | luglio 1974       | La mummia di sangue                               | ristampa del nr. 25                                           | Magnus                                       |
| 416 | agosto 1974       | La città impazzita                                |                                                               | Titto                                        |
| 417 | settembre 1974    | Il ghigno satanico                                | ristampa del nr. 30                                           | E. Car.                                      |
| 418 | ottobre 1974      | Caccia all'uomo                                   |                                                               | Titto                                        |
| 419 | novembre 1974     | La fine?                                          |                                                               | Luigi Corteggi, Paolo Chiarini               |

### Kriminal (2004-2008)
Nel 2005, in occasione del 40º anniversario dall'uscita del primo albo, sono state scritte due nuove storie: Ritorno dalla zona buia e Ritorno dalla zona buia (parte seconda), pubblicate in Max Graphic Novel.
| N° | Data         | Titolo                                           | Allegato | Note                   |
| -- | ------------ | ------------------------------------------------ | -------- | ---------------------- |
| 1  | aprile 2004  | Ritorno dalla zona buia                          | foglio   | Max Graphic Novel N° 1 |
| 2  | ottobre 2004 | Ritorno dalla zona buia - parte 2                | foglio   | Max Graphic Novel N° 4 |
| 3  | giugno 2008  | Ritorno dalla zona buia 1ª, 2ª, 3ª parte inedita |          | Le Monografie N° 1     |

## Apparizioni di Kriminal in altre serie

### Daniel (1976)
| N° | Data           | Titolo                 | Allegato | Note |
| -- | -------------- | ---------------------- | -------- | --- |
| 17 | settembre 1976 | Riscatto a doppia lama |          | Contiene ristampa parziale Kriminal N° 419 (novembre 1974) |
| 18 | ottobre 1976   | Il ritorno di Kriminal |          | Ristampato nel 1992. La presenza di Kriminal sulle pagine del fumetto Daniel creò parecchi sfasamenti nella continuity per cui nella successiva ristampa viene rappresentata in modo da apparire come un sogno dello stesso Daniel. |
| 19 | novembre 1976  | Caccia a Kriminal      |          | Ristampato nel 1992. |

### Alan Ford (1981)
1972
- Tony Logan, infatti, apparve seduto a pranzare assieme a Lola, Milton e Gloria, sul n. 41 - Missione da siüri.

1973
- Una statua di cera di Kriminal appare nel museo Grevin, sul n. 53 - Arsenico Lupon, assai galante e molto ladron.

| N°  | Data          | Titolo         | Allegato | Note                 |
| --- | ------------- | -------------- | -------- | -------------------- |
| 150 | dicembre 1981 | Kriminalissimo |          | più volte ristampato |

## Ristampe

### Dossier Kriminal (1977-1978)
È la ristampa di alcuni numeri scritti da Bunker (nn°14, 19, 20, 22, 23, 26, 28, 29, 31, 33, 34, 36, 38, 39, 42, 44, 46 e 50) e disegnati da Magnus eccetto il n°12 (ristampa del n. 36) disegnato da Enzo Carretti con copertine inedite di Luigi Corteggi.
| N° | Data           | Titolo                        | Allegato | Note                                                           |
| -- | -------------- | ----------------------------- | -------- | -------------------------------------------------------------- |
| 1  | marzo 1977     | Sinfonia                      |          | ristampa Kriminal N° 14 (22 aprile 1965) - copertina diversa   |
| 2  | aprile 1977    | La morsa d'acciaio            |          | ristampa Kriminal N° 19 (1º luglio 1965) - copertina diversa   |
| 3  | maggio 1977    | L'isola dell'oblio            |          | ristampa Kriminal N° 20 (15 luglio 1965) - copertina diversa   |
| 4  | giugno 1977    | Carnet da ballo               |          | ristampa Kriminal N° 22 (12 agosto 1965) - copertina diversa   |
| 5  | luglio 1977    | Il giorno di S. Valentino     |          | ristampa Kriminal N° 23 (26 agosto 1965) - copertina diversa   |
| 6  | agosto 1977    | Febbre di droga               |          | ristampa Kriminal N° 26 (7 ottobre 1965) - copertina diversa   |
| 7  | settembre 1977 | Non dovevi ritornare          |          | ristampa Kriminal N° 28 (4 novembre 1965) - copertina diversa  |
| 8  | ottobre 1977   | Caccia al morto               |          | ristampa Kriminal N° 29 (18 novembre 1965) - copertina diversa |
| 9  | novembre 1977  | Feste in lutto                |          | ristampa Kriminal N° 31 (16 dicembre 1965) - copertina diversa |
| 10 | dicembre 1977  | La notte più lunga            |          | ristampa Kriminal N° 33 (13 gennaio 1966) - copertina diversa  |
| 11 | gennaio 1978   | Terrore in Alto Adige         |          | ristampa Kriminal N° 34 (27 gennaio 1966) - copertina diversa  |
| 12 | febbraio 1978  | Quando sarò morto             |          | ristampa Kriminal N° 36 (24 febbraio 1966) - copertina diversa |
| 13 | marzo 1978     | Il becchino è il mio mestiere |          | ristampa Kriminal N° 38 (17 marzo 1966) - copertina diversa    |
| 14 | aprile 1978    | Tutte le donne sono mie       |          | ristampa Kriminal N° 39 (24 marzo 1966) - copertina diversa    |
| 15 | maggio 1978    | Paura tra le piramidi         |          | ristampa Kriminal N° 42 (14 aprile 1966) - copertina diversa   |
| 16 | giugno 1978    | 4 croci                       |          | ristampa Kriminal N° 44 (28 aprile 1966) - copertina diversa   |
| 17 | luglio 1978    | Il gioco dei più              |          | ristampa Kriminal N° 46 (12 maggio 1966) - copertina diversa   |
| 18 | agosto 1978    | Oro                           |          | ristampa Kriminal N° 50 (9 giugno 1966) - copertina diversa    |

### Scotland Yard - Serie del Venticinquesimo (1989-1992)
È la ristampa di una selezione di storie di Kriminal della serie originale (nn° 1/12, 14, 17, 19, 20, 22, 23, 25, 26, 28, 29, 31, 33, 34, 36/39, 42, 44, 46, 50, 52, 53, 55). Alcune tavole censurate vengono riportate ai disegni originali (nn°1 e 6).
I primi 18 numeri contenevano prologo ed epilogo inediti: c'erano infatti delle mini-storie inedite di Kriminal (in ogni caso non sempre disegnate bene): Kriminal era sempre in coma, Lola era ancora compagna di Flipper, Milton era diventato ministro e scriveva le sue memorie, il Primo Ministro era andato in pensione e O'Connor era diventato commissario. A un certo punto queste mini-storie iniziano a movimentarsi: compare Daniel (un espediente per risolvere un errore di continuity: Kriminal infatti si era svegliato dal coma sulle pagine di quella testata), e soprattutto inizia la trama di Lola che, lasciato Flipper, cerca di svegliare Kriminal dal coma (la trama verrà poi sviluppata in "Ritorno dalla zona oscura"). Il tutto verrà interrotto in seguito a un referendum tra i lettori riguardanti queste mini storie, che i lettori appunto dimostreranno di non gradire votando a favore della loro interruzione.
| n° | data   | titolo                         | note                       | numero ristampato |
| 1  | apr-89 | Il re del delitto              | prologo ed epilogo inediti | 1                 |
| 2  | mag-89 | Terrore sulla Costa Azzurra    | prologo ed epilogo inediti | 2                 |
| 3  | giu-89 | Il museo dell'orrore           | prologo ed epilogo inediti | 3                 |
| 4  | lug-89 | Poker per un cadavere          | prologo ed epilogo inediti | 4                 |
| 5  | ago-89 | Omicidio al riformatorio       | prologo ed epilogo inediti | 5                 |
| 6  | set-89 | Morte a domicilio              | prologo ed epilogo inediti | 6                 |
| 7  | ott-89 | Trappola infernale             | prologo ed epilogo inediti | 7                 |
| 8  | nov-89 | La cattura di Kriminal         | prologo ed epilogo inediti | 8                 |
| 9  | dic-89 | Giustizia spietata             | prologo ed epilogo inediti | 9                 |
| 10 | gen-90 | Colpo fatale                   | prologo ed epilogo inediti | 10                |
| 11 | feb-90 | Il tesoro maledetto            | prologo ed epilogo inediti | 11                |
| 12 | mar-90 | Un crimine impossibile         | prologo ed epilogo inediti | 12                |
| 13 | apr-90 | Sinfonia                       | prologo ed epilogo inediti | 14                |
| 14 | mag-90 | Il crimine non paga            | prologo ed epilogo inediti | 17                |
| 15 | giu-90 | La morsa d'acciaio             | prologo ed epilogo inediti | 19                |
| 16 | lug-90 | L'isola dell'oblio             | prologo ed epilogo inediti | 20                |
| 17 | ago-90 | Carnet da ballo                |                            | 22                |
| 18 | set-90 | Il giorno di S. Valentino      | prologo ed epilogo inediti | 23                |
| 19 | ott-90 | La mummia di sangue            |                            | 25                |
| 20 | nov-90 | Febbre di droga                |                            | 26                |
| 21 | dic-90 | Non dovevi ritornare           |                            | 28                |
| 22 | gen-91 | Caccia al morto                |                            | 29                |
| 23 | feb-91 | Feste in lutto                 |                            | 31                |
| 24 | mar-91 | La notte più lunga             |                            | 33                |
| 25 | apr-91 | Terrore in Alto Adige          |                            | 34                |
| 26 | mag-91 | Quando sarò morto              |                            | 36                |
| 27 | giu-91 | La clinica dal trapasso celere |                            | 37                |
| 28 | lug-91 | Il becchino è il mio mestiere  |                            | 38                |
| 29 | ago-91 | Tutte le donne sono mie        |                            | 39                |
| 30 | set-91 | Paura tra le piramidi          |                            | 42                |
| 31 | ott-91 | Quattro croci                  |                            | 44                |
| 32 | nov-91 | Il gioco dei più               |                            | 46                |
| 33 | dic-91 | Oro                            |                            | 50                |
| 34 | gen-92 | Il prezzo della gola           |                            | 52                |
| 35 | feb-92 | Bramosia d'oro                 |                            | 53                |
| 36 | mar-92 | Dramma in collegio             |                            | 55                |

## Raccolte
Kriminal SPECIAL
Pubblicati 10 volumi dal 15 luglio 1965 al 20 novembre 1969. Le varie copie di uno stesso numero raccolgono spesso albi differenti. 
| n° | albi presenti                            |
| 1  | 1-2-3 oppure 3-4-6                       |
| 2  | 7-8-9 oppure 9-10-11                     |
| 3  | 10-11-12                                 |
| 4  | 13-14-15                                 |
| 5  | 16-17-18                                 |
| 6  | 19-20-21                                 |
| 7  | 22-23-24                                 |
| 8  | 26-27-28                                 |
| 9  | 29-30-31                                 |
| 10 | 36-37-38 oppure 36-39-40 oppure 35-38-39 |

RACCOLTA Kriminal
Pubblicati 21 volumi dal giugno 1973 al giugno 1976. Escono come supplementi alla collana inedita e raccolgono tre numeri non progressivi per albo recuperati dai resi invenduti in edicola.

## Altro
1967
- “Kriminal” Collana Ecor - È la versione in prosa del primo film di Kriminal. Il romanzo è scritto da Bunker e contiene una prefazione di Magnus. Grafica e illustrazione di copertina di Luigi Corteggi[10].

1970
- La collana mensile Eureka dell'Editoriale Corno ripubblicò sui n°42 e 43 il n°93 (Festa happening).

1976
- La collana trimestrale dell'Editoriale Corno “SUPER FUMETTI IN FILM” n. 4 propose 5 ristampe di altrettante storie di Kriminal, tutte disegnate da Magnus, contestualmente alla presentazione dei due film prodotti nel 1967 e nel 1968. Gli episodi ristampati erano: n. 25 – La mummia di sangue, n.52 – Il prezzo della gola, n. 53 – Bramosia d'oro, n. 55 – Dramma in collegio e il n. 64 Il segreto di Kriminal.

1983
“Il triangolo isoscele”: ristampa dei nn. 196, 200 e 201.
1989
- La MBP ricordò il 25º anniversario della nascita di Kriminal dedicandogli la copertina della nuova serie di Eureka (n° 7). All'interno c'era un articolo di Carlo Della Corte.

1993
- Sul mensile “CRIMEN – LA RIVISTA DEL GIALLO” delle Edizioni Cioè compare Kriminal sulla copertina del n. 1 con la ristampa del n°196. Sul n° 4 apparve nuovamente Kriminal in copertina mentre fu ristampato il n. 200.
- La MBP pubblicò un nuovo mensile di ristampe “SUPER KRIMINAL”. Ristampa rimontati a otto vignette per pagina gli episodi 57, 58, 60, 61, 64, 65[11]

1998
- La collana “EUREKA” della Max Bunker Press pubblicò uno speciale “EUREKA – CULT COMICS” N. 2 (il sottotitolo «RIVISTA PER PALATI FINI» indicava che la copia non era in vendita in edicola ed era a tiratura limitata, praticamente su ordinazione postale), sulla copertina rossa spiccava Kriminal e la scritta “Un Kriminal inedito e incompiuto – Un Kriminal scritto da Max Bunker, disegnato da Marco Nizzoli”. All'interno era riprodotta una storia inedita di Max Bunker, (praticamente un esperimento per riportare in vita il personaggio del Re del Delitto) ma era incompiuta.

2015
- Nasce il progetto per una nuova serie per il rilancio del personaggio. Matteo Casali e Onofrio Catacchio ai testi, Giuseppe Camuncoli ai disegni, questi fumettisti sono stati tutti accuratamente scelti da Max Bunker. Le nuove storie si prefiggevano di rispettare la continuity del personaggio. Di tale progetto esiste attualmente solo il numero zero, poiché è stato deciso di non procedere con la pubblicazione della serie.